# Mistrovství světa v letech na lyžích 1983
Mistrovství světa v skocích na lyžích se v roce 1983 konalo 17. - 20. března v tehdy československém Harrachově na tamním mamutím můstku Čerťáku.

## Výsledky
| *                | Sportovec         | Skok | Body | Celkem |
| ---------------- | ----------------- | ---- | ---- | ------ |
| Zlatá medaile    | Klaus Ostwald     |      |      |        |
| Stříbrná medaile | Pavel Ploc        |      |      |        |
| Bronzová medaile | Matti Nykänen     |      |      |        |
| 4                | Armin Kogler      |      |      |        |
| 5                | Richard Schallert |      |      |        |
| 6                | Jiří Parma        |      |      |        |
| 7                | Olav Hansson      |      |      |        |
| 8                | Ulf Findeisen     |      |      |        |
| 9                | Mike Holland      |      |      |        |
| 10               | Miran Tepeš       |      |      |        |